# Saint-Ouen-le-Mauger
 Saint-Ouen-le-Mauger  es una población y comuna francesa, situada en la región de Alta Normandía, departamento de Sena Marítimo, en el distrito de Dieppe y cantón de Bacqueville-en-Caux.

## Demografía
| 219 | 211 | 193 | 193 | 177 | 172 |
| Para los censos de 1962 a 1999 la población legal corresponde a la población sin duplicidades (Fuente: INSEE [Consultar]) |     |     |     |     |     |